# San Ginesio
San Ginesio är en ort och kommun i provinsen Macerata i regionen Marche i Italien. Kommunen hade 3 278 invånare (2018).